# Kōji Iwamoto
Pour les articles homonymes, voir Iwamoto.
Kōji Iwamoto (岩本煌史, Iwamoto Kōji), né le 20 mars 1990 à Kuwana, Mie, est un catcheur (lutteur professionnel) japonais.Il travaille actuellement à la All Japan Pro Wrestling. Il est l'actuel AJPW World Junior Heavyweight Champion.

## Carrière

### All Japan Pro Wrestling (2016-...)
Le 26 août, il bat Atsushi Aoki et remporte le AJPW World Junior Heavyweight Championship. Le 22 septembre, il perd le titre contre Shūji Kondō. Le 29 novembre, il bat Shūji Kondō et remporte le AJPW World Junior Heavyweight Championship pour la deuxième fois. Le 2 janvier 2019, il conserve le titre contre Yusuke Okada. Il participe ensuite au Jr. Battle of Glory 2019 qu'il remporte le 24 février en battant en finale Seiki Yoshioka, remportant le tournoi pour la deuxième fois.
Le 25 juillet 2020, il bat Susumu Yokosuka et remporte le AJPW World Junior Heavyweight Championship pour la deuxième fois.

## Palmarès
- All Japan Pro Wrestling
  - 2 fois AJPW All Asia Tag Team Championship avec Jake Lee
  - 4 fois AJPW World Junior Heavyweight Championship
  - Jr. Battle of Glory (2017, 2019)
  - Jr. Tag Battle of Glory (2018) avec Tajiri

## Récompenses des magazines
- Pro Wrestling Illustrated

| Année | 2019 | 2020       | 2021 |
| ----- | ---- | ---------- | ---- |
| Rang  | 289  | Non classé | 307  |